# Franco CFA

Zone Franco in Africa:
Franco CFA (UEMOA) XOF
Franco CFA (CEMAC) XAF

Franco CFA (in francese franc CFA, [fʁɑ̃ seɛfɑ]) è il nome di due valute comuni a diversi paesi africani, costituenti parte della zona franco. Originariamente, ovvero nel 1945, CFA era l'acronimo di "Colonie Francesi d'Africa"; successivamente, divenne acronimo di "Comunità Finanziaria Africana".

## Paesi
Il franco CFA è la valuta utilizzata da 14 paesi africani:

### Franco CFA (CEMAC)
(ISO 4217: XAF e 950)
- Camerun
- Ciad
- Gabon
- Guinea Equatoriale (dal 1985)
- Rep. Centrafricana
- Rep. del Congo

### Franco CFA (UEMOA)
(ISO 4217: XOF e 952)
- Benin
- Burkina Faso
- Costa d'Avorio
- Guinea-Bissau (dal 2 maggio 1997)
- Mali (fino al 1962 e poi dal 1984)
- Niger
- Senegal
- Togo

## Storia
La maggior parte dei paesi aderenti ha fatto parte dell'impero coloniale francese (con le eccezioni rappresentate dalla Guinea Equatoriale, ex-colonia spagnola, e dalla Guinea-Bissau, ex-colonia portoghese).
Una parte di questi stati (Benin, Burkina Faso, Costa d'Avorio, Guinea-Bissau, Mali, Niger, Senegal e Togo) sono riuniti nell'Unione economica e monetaria ovest-africana (UEMOA), mentre i restanti (Camerun, Repubblica Centrafricana, Repubblica del Congo, Gabon, Guinea Equatoriale e Ciad) sono riuniti nella Comunità economica e monetaria dell'Africa centrale (CEMAC).
Sono associate al franco CFA anche le Isole Comore, nell'Oceano Indiano, dentro la cosiddetta "zona franco" (franco comorano).
La valuta fu creata (insieme al Franco CFP, Franc des Colonies françaises du Pacifique, poi divenuto Change franc Pacifique) il 26 dicembre 1945, al momento della ratifica, da parte della Francia, degli accordi di Bretton Woods. A quei tempi la sigla CFA indicava il franco delle colonie francesi in Africa (Colonies françaises d'Afrique).
Il nome, che cambiò in "franco della Comunità Francese dell'Africa" nel 1958 (senza necessità di modificare la sigla), oggi indica:
- il franco della Comunità Finanziaria dell'Africa (XOF) nel caso dell'UEMOA,
- il franco della Cooperazione Finanziaria dell'Africa Centrale (XAF) per il CEMAC.

L'esistenza di nomi distinti evidenzia la divisione della zona in due: la prima ha come istituto di emissione la BCEAO (Banque centrale des États de l'Afrique de l'Ouest), la seconda la BEAC (Banque des États de l'Afrique centrale); le rispettive valute non sono intercambiabili.

### Evoluzione dell'area del Franco CFA
La composizione dell'area del Franco CFA è cambiata nel tempo: essendo l'adesione volontaria e non vincolante, alcuni stati hanno optato per l'uscita dall'area a fine di dotarsi di una propria moneta. Altri stati, invece, hanno deciso di aderirvi pur non essendo ex colonie francesi. Si dà anche il caso del Mali che, dopo aver optato per l'uscita dall'area nel 1962, ha poi deciso di rientrarvi nel 1984. Altri membri hanno scelto, negli anni Settanta, di passare all'uso del franco francese e, di conseguenza, hanno poi adottato l'Euro. 

#### Uscite e ingressi nell'area Franco CFA
Quello che segue è l'elenco cronologico delle modifiche intervenute dalla creazione iniziale:
- 1960: la Guinea esce e inizia a emettere franco guineano
- 1962: il Mali esce e inizia a emettere il franco maliano
- 1973: il Madagascar esce e inizia a emettere il franco malgascio, in seguito sostituito dall'ariary malgascio (1 ariary = 5 franchi malgasci)
- 1973: la Mauritania esce e inizia a emettere l'ouguiya mauritana (1 ouguiya = 5 Franchi CFA)
- 1974: Saint Pierre e Miquelon (Francia) esce e usa il franco francese, poi sostituito dall'euro
- 1975: Riunione (Francia) esce e usa il franco francese, poi sostituito dall'euro
- 1976: Mayotte (Francia) esce e usa il franco francese, poi sostituito dall'euro
- 1984: il Mali riprende il Franco CFA (1 Franco CFA = 2 franchi maliani)
- 1985: la Guinea Equatoriale adotta il Franco CFA (1 franco = 4 bipkwele)
- 1997: la Guinea-Bissau adotta il Franco CFA (1 franco = 65 pesos)

### Dibattito pubblico per la fine della moneta in Centrafrica CEMAC
Il 25 aprile 2023 si tiene la riunione ministeriale della Comunità Economica e Monetaria dell'Africa Centrale (Cemac) e della Francia. In particolare è stato discusso il tema del franco CFA. Da parte francese, la garanzia fornita al franco CFA, e l'assicurazione della sua convertibilità, è percepita come un vettore di stabilità economica per la regione. La Francia resta “aperta” e “disponibile” ad andare avanti su una riforma della cooperazione monetaria in Centrafrica, come ha potuto fare in Africa occidentale. La Francia si dice pronta ad accogliere le proposte della CEMAC..

## Accordi di cambio
Gli accordi che vincolano i due istituti centrali con le autorità francesi sono identici e prevedono le seguenti clausole:
- un tipo di cambio fissato alla divisa europea;
- piena convertibilità delle valute con l'euro garantita dal Tesoro francese;
- fondo comune di riserva di moneta estera a cui partecipano tutti i paesi del CFA (almeno il 65% delle posizioni in riserva depositate presso il Tesoro francese, a garanzia del cambio monetario);
- in contropartita alla convertibilità era prevista la partecipazione delle autorità francesi nella definizione della politica monetaria della zona CFA.

Il franco CFA ha sempre mantenuto la parità rispetto al franco francese, salvo in casi particolari.
Dopo l'introduzione dell'euro, il valore del franco CFA è stato agganciato alla nuova valuta; è comunque la Banca di Francia e non la Banca centrale europea che continua a garantire la convertibilità del franco CFA.

## Cambi
| Data             | Valuta                                            | Valore                                               |
| ---------------- | ------------------------------------------------- | ---------------------------------------------------- |
| 26 dicembre 1945 | Franco francese                                   | 1 FCFA = 1,70 FF                                     |
| 17 ottobre 1948  | Franco francese                                   | 1 FCFA = 2,00 FF                                     |
| 27 dicembre 1958 | Nuovo Franco francese                             | 1 FCFA = 0,02 FRF                                    |
| 11 gennaio 1994  | Nuovo Franco francese                             | 1 FCFA = 0,01 FRF                                    |
| 1º gennaio 1999  | Euro (1 FRF = 0,152449 EUR / 1 EUR = 6,55957 FRF) | 1 FCFA = 0,00152449 EUR 1 EUR = 655,957 FCFA         |
| 20 marzo 2018    | Dollaro statunitense                              | 1 FCFA XAF = 0,00187061 USD 1 USD = 534,585 FCFA XAF |